# Магнус I (Брауншвайг-Волфенбютел)
Магнус I, наричан Благочестиви (на немски: Magnus I, „der Fromme“; * 1304, † 1369) от род Велфи, е от 1345 до 1369 г. херцог и княз на Княжество Брауншвайг-Волфенбютел.

## Живот
Магнус е син на Албрехт II (1268 – 1318), херцог на Брауншвайг-Люнебург и също от 1268 до 1318 г. княз на Брауншвайг-Волфенбютел, и неговата съпруга Рикса фон Верле (1270 – 1317).
След смъртта на баща му херцогството Брауншвайг-Люнебург поема Ото до смъртта си през 1344 г. След това Магнус и брат му Ернст си разделят херцогството. Ернст получава Княжество Гьотинген, а Магнус получава Княжество Брауншвайг-Волфенбютел, което управлява до смъртта си през 1369 г.
Магнус I се жени през 1327 г. за София фон Бранденбург (1300 – 1356), племенница на император Лудвиг Баварски, дъщеря на маркграф Хайнрих I от Бранденбург и Ландсберг (1256 – 1319) от род Аскани, и на Агнес Баварска (1276 – 1340) от Вителсбахите, дъщеря на баварския херцог Лудвиг II Строги и Матилда Хабсбургска и сестра на император Лудвиг Баварски. Затова съпругата му има право на наследство на Маркграфство Ландсберг.
На 23 юни 1355 г. той сгодява по-малкия си син Лудвиг I и го жени през 1359 г. за братовчедката му Матилда († сл. 16 май 1410), дъщеря на Вилхелм II от Брауншвайг-Люнебург, княз на Люнебург. Лудвиг I трябва да наследи тъста си Вилхелм II.
Магнус I е наследен след смъртта му от Магнус II.

## Деца
Магнус I и София имат децата:
- Матилда († пр. 28 юни 1354), ∞ (1339) княз Бернхард III фон Анхалт-Бернбург († 20 август 1348)
- Магнус II (1328 – 1373), наричан Torquatus (с веригата), ∞ Катарина фон Анхалт-Бернбург († 30 януари 1390), дъщеря на княз Бернхард III (Анхалт) († 1348) и Агнес от Саксония-Витенберг († 4 януари 1338)
- Алберт II († 14 април 1395), архиепископ на Бремен
- Хайнрих († сл. 28. януари 1382), духовник в Хилдесхайм и Халберщат
- Ото († 16 януари 1339)
- Лудвиг I (* пр. 1349, † 5 ноември 1367), херцог на Брауншвайг-Люнебург, ∞ Матилда († 16 май 1410), дъщеря на херцог Вилхелм II от Брауншвайг-Люнебург († 23 ноември 1369) и Хедвиг от Равенсберг (* пр. 1315, † 5 декември 1334)
- Агнес (* 1343, † 1404), ∞ граф Кристиан V (VI) фон Олденбург
- София (* 1340, † 1394), ∞ пр. 24 август 1366 г. за граф Дитрих V фон Хонщайн-Херинген (* 1306, † 1379)
- Ернст († 16/26 февруари 1385)